# Doechii
Jaylah Ji'mya Hickmon (Tampa, 14 augustus 1998), beter bekend als Doechii, is een Amerikaanse rapper, zanger en songwriter. Ze verwierf voor het eerst bekendheid op TikTok, wat leidde tot een contract bij Top Dawg Entertainment en Capitol Records in 2022. Haar single "What It Is (Block Boy)" uit 2023, met rapper Kodak Black, werd haar eerste hit in de Billboard Hot 100 en ontving een platina-certificering van de Recording Industry Association of America (RIAA).
Doechii's mixtape uit 2024, Alligator Bites Never Heal, won de prijs voor Beste Rap Album bij de 67e Grammy Awards. Ze is de derde vrouwelijke artiest die in deze categorie wint. De mixtape bracht de singles "Nissan Altima" en "Denial Is a River" voort. In 2023 maakte Doechii haar speelfilmdebuut in de A24 dramafilm Earth Mama.

## Biografie
Doechii werd geboren op 14 augustus 1998 in Tampa, Florida, waar ze ook opgroeide. Ze is de dochter van Celesia Moore en de rapper Snatcha Da Boss. Zowel haar vader als oom waren muzikaal actief; haar vader was professioneel werkzaam in de muziekindustrie. Ze is voornamelijk opgevoed door haar moeder. Doechii heeft jongere tweelingzussen en groeide op in een christelijk gezin. Op jonge leeftijd werd ze gepest op school. Hierdoor worstelde ze met suïcidale gedachten. Om zich tegen de pesterijen te verzetten, bedacht ze op 11-jarige leeftijd het alter ego "Doechii", waarmee ze zichzelf heruitvond als een zelfverzekerd persoon.
Doechii volgde haar middelbareschoolopleiding aan de Howard W. Blake High School of the Arts waar ze werd opgeleid in piano, dans en koorzang. Daarnaast was ze als kind betrokken in diverse extra curriculaire activiteiten waaronder cheerleading, toneel en voetbal. Tijdens haar eerste jaar sloot Doechii zich aan bij een meidengroep. Hoewel de groep later in haar middelbareschooltijd uit elkaar ging, spoorde deze ervaring haar aan om de lokale muziekscene in Tampa verder te verkennen.
In 2016 behaalde ze haar middelbareschooldiploma, waarbij ze zich specialiseerde in zangtechniek en klassieke koorzang. Aanvankelijk ambieerde Doechii een carrière als klassiek koorzanger; zo had ze een volledige studiebeurs ontvangen om te studeren aan Bethune-Cookman University. Echter, na aanmoediging van een vriendin om zelfstandig rapmuziek te produceren en uit te brengen, besloot ze niet te gaan studeren. In deze periode runde Doechii een eigen onderneming waar ze hoodies verkocht. Tegelijkertijd plaatste ze video's van zichzelf op YouTube en begon ze in het geheim muziek te maken.

## Carrière
Op 17-jarige leeftijd bracht Doechii haar eerste nummer "El Chapo" uit op SoundCloud. Het nummer werd binnen een paar maanden tienduizenden keren gestreamd. Ze verwierf voor het eerst bredere bekendheid in 2018 met de release van haar single "Girls". Doechii's eerste ep Coven Music Session, Vol. 1 verscheen in 2019. De ep is geïnspireerd door Julia B. Cameron's zelfhulpboek The Artist's Way uit 1992.
Haar tweede ep, Oh the Places You'll Go, werd in 2020 op eigen kracht gefinancierd en uitgebracht. De release werd geleid door de single "Yucky Blucky Fruitcake", die viraal ging op TikTok in 2021. De populariteit van het nummer trok de aandacht van diverse platenlabels, waaronder Top Dawg Entertainment (TDE) en Capitol Records, bij wie ze in 2022 een contract tekende. Ze is de eerste vrouwelijke rapper die bij het label TDE getekend is. Haar derde ep, getiteld Bra-Less, kwam uit in 2021. Datzelfde jaar werkte ze samen met Isaiah Rashad op het nummer "Wat U Sed" en trad ze op als voorprogramma tijdens de tournee van SZA. In maart 2022 bracht Doechii het nummer "Persuasive" uit, wat haar eerste single werd die uitkwam via TDE. Ook was ze te horen op het nummer "Trampoline" van David Guetta, Afrojack, Missy Elliott en BIA. In april 2022 bracht ze het nummer "Crazy" uit. In augustus van datzelfde jaar volgde haar vierde ep: She / Her / Black Bitch. 

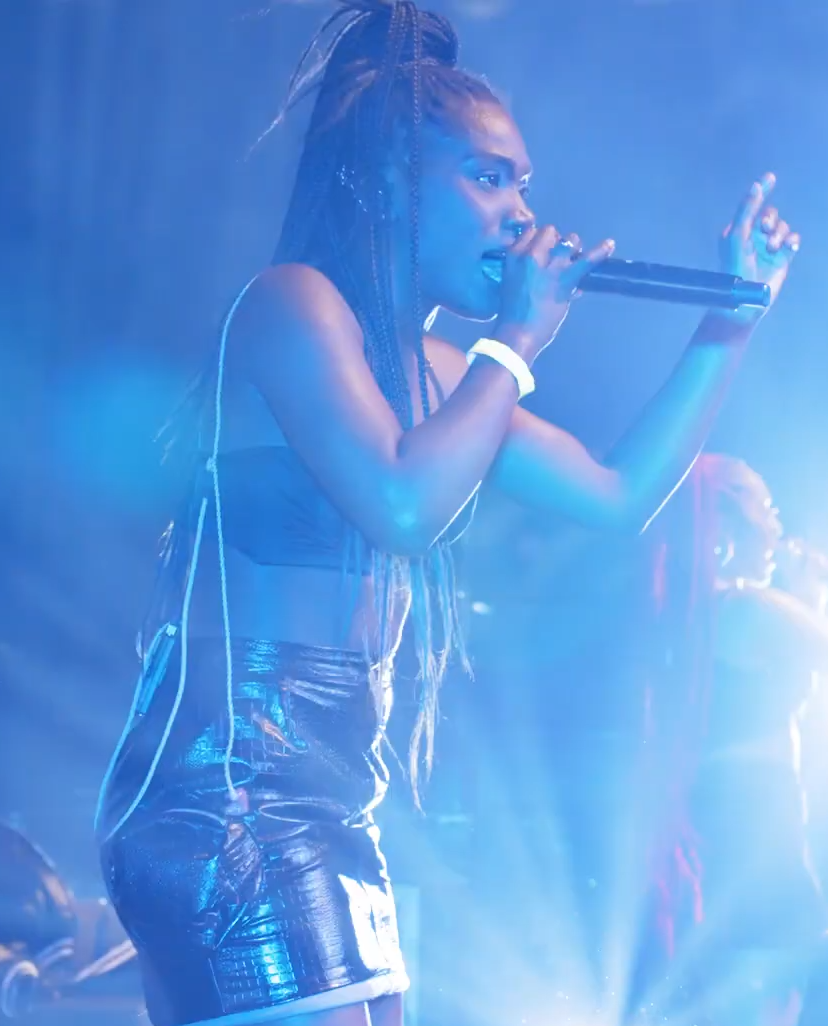
Doechii treedt op in San Francisco in juli 2022

In 2023 maakte Doechii haar speelfilmdebuut in de A24 dramafilm Earth Mama geregisseerd door Savanah Leaf. In datzelfde jaar was ze het voorprogramma voor Doja Cats The Scarlet Tour. Op 30 augustus 2024 bracht ze haar eerste volledige studioalbum uit: Alligator Bites Never Heal. Pitchfork noemde het "haar meest ambitieuze en muzikaal diverse release", vol speelse en melodieuze kanten zonder in te boeten aan harde, krachtige hiphop. De mixtape won de Grammy Award voor Beste Rap Album tijdens de 67e jaarlijkse Grammy Awards, waarmee ze de derde vrouw werd die in deze categorie won. Daarnaast was Doechii genomineerd voor de Grammy Award voor Beste Nieuwe Artiest en Beste Rap Optreden (met het nummer "Nissan Altima"). Kort na de uitzending van het evenement, bracht ze het nummer "Nosebleeds" uit als viering van haar overwinning.
Gedurende 2024 was Doechii te horen op meerdere nummers, waaronder Katy Perry's "I'm His, He's Mine", Tyler, the Creator's "Balloon", en "I Hate Your Ex-Girlfriend" van Banks. Variety benoemde haar tot Hitmakers Hip-Hop Disruptor of the Year in 2024. In februari 2025 verscheen Doechii als gastartiest op Jennie's nummer "ExtraL". Diezelfde maand ontving ze de prijs voor Outstanding New Artist voor de 2025 NAACP Image Awards. Op 29 maart 2025 ontving ze als tweede vrouwelijke rapper ooit de Billboard Woman of the Year Award. Ook bracht ze in maart de single "Anxiety" uit, met een sample van Gotye en Kimbra's 2011 single "Somebody That I Used to Know". Het nummer, oorspronkelijk onderdeel van haar 2019 ep Coven Music Session, Vol. 1, kreeg hernieuwde aandacht via TikTok.

## Muziekstijl
Rolling Stone India kenmerkt Doechii's rapstijl als geanimeerd en haar teksten als excentriek. Zelf omschrijft Doechii haar muziek als alternatieve hiphop. Lauryn Hill is haar grote inspiratiebron; Doechii verwijst regelmatig naar het album The Miseducation of Lauryn Hill als bepalend voor haar visie op kwetsbaarheid en emotionele diepgang in muziek. Doechii's nummer  "Yucky Blucky Fruitcake" werd geprezen om de verhalende opbouw en vergeleken met de interludes van The Miseducation of Lauryn Hill. Daarnaast noemt ze onder meer Nicki Minaj, Kanye West, Tyler, the Creator, Paramore, SZA, Azealia Banks en Outkast als inspiratiebronnen voor haar rapstijl.

## Persoonlijk leven
Doechii is biseksueel. Ze is nuchter en drinkt geen alcohol.

## Discografie

### Albums
- Coven Music Session, Vol. 1 (2019)
- Oh the Places You'll Go (2020)
- Bra-Less (2021)
- She / Her / Black Bitch (2022)
- Alligator Bites Never Heal (2024)

## Filmografie

### Films
| Jaar | Titel      | Rol   | Ref    |
| ---- | ---------- | ----- | ------ |
| 2023 | Earth Mama | Trina | [ 12 ] |

### Televisie
| Jaar | Titel              | Rol      | Opmerking                             |
| ---- | ------------------ | -------- | ------------------------------------- |
| 2025 | RuPaul's Drag Race | Zichzelf | Seizoen 17, aflevering 2; gastjurylid |